# 洛普尚卡 (斯瓦利亞瓦區)
48°30′45″N 23°4′35″E / 48.51250°N 23.07639°E
洛普尚卡（烏克蘭語：Лопушанка），是烏克蘭西部的村莊，隸屬外喀爾巴阡州的穆卡切沃區。該村始建於1944年，面積0.26平方公里，海拔高度282米，2001年人口241，人口密度每平方公里941.41人。